# Пљеваљски санџак
Пљеваљски санџак (тур. Taşlıca sancağı) је био погранична покрајина Османског царства која је постојала између 1880. и 1912. године, са управним средиштем у Пљевљима. 
Од оснивања, до краја постојања налазио се у саставу тадашњег Косовског вилајета.
У времену од 1865. до 1880. године, пљеваљска област је припадала тадашњем Новопазарског санџаку. Посебан Пљеваљски санџак створен је 1880. године, издвајањем шире пљеваљске области и доњег Полимља из састава Новопазарског санџака. До стварања новог Пљеваљског санџака дошло је услед великих политичких промена које су наступиле након аустроугарског запоседања највећег дела Босанског вилајета (1878). Иако је пљеваљска област тада остала под турском управом, посебним турско-аустроугарским споразумом из 1879. године било је предвићено успостављање аустроугарског војног присуства у Прибоју, Пријепољу и Бијелом Пољу. Међутим, последња одредба споразума је одмах промењена тако што је Бијело Поље замењено Пљевљима.
Спровођењем овог споразума и уласком аустроугарских војних посада у Прибој, Пријепоље и Пљевља, на овом подручју је успостављено својеврсно двовлашће. У исто време, тадашњи Новопазарски санџак је издвојен из састава Босанског вилајета и прикључен Косовском вилајету (1879). Наредне године, читава западна област око Пљеваља, Пријепоља и Прибоја издвојена је из састава Новопазарског санџака и на том подручју је створен нови Пљеваљски санџак (1880). У надлежности новопостављеног пљеваљског намесника (мутесарифа) били су срезови (казе) Пљевља и Пријепоље, као и среска испостава (мудирлук) Прибој.
На подручју Пљеваљског санџака укрштале су се политике Турске, Аустроугарске, Србије и Црне Горе. Влада Краљевине Србије покушала је 1890. године да отвори конзулат у Пљевљима, али ова намера није остварена због противења Аустроугарске и ускраћивања сагласности од стране турске владе. Све до 1894. године, православни Срби из већег дела Пљеваљскг санџака потпадали су под црквену надлежност Херцеговачке епархије чије је средиште било у Мостару. Поменуте године, извршено је усклађивање епархијских граница са политичким уређењем, тако да је читава пљеваљска област потпала под надлежност Рашко-призренске епархије.
До великих промена на подручју Пљеваљског санџака дошло је током Анексионе кризе (1908-1909), када су аустроугарске посаде наупустиле Прибој, Пријепоље и Пљевља, чиме је на тим просторима окончано тридесетогодишње двовлашће. У исто време, Доњоколашинска каза је изузета из састава Сјеничког санџака и прикључена Пљеваљском санџаку.
Током Првог балканског рата (1912—1913), целокупно подручје Пљеваљског санџака су у јесен 1912. године ослободиле војске Србије и Црне Горе. Према међусобном споразуму, област Прибоја и Пријепоља припала је Србији, док су Пљевља припала Црној Гори. Тиме је Пљеваљски санџак престао да постоји. Коначна гранична линија одређена је посебним међудржавним споразумом између Србије и Црне Горе од 12. новембра 1913. године.

## Исламизација у Пљевљима
За време турског пописа становништва 1475.-1477. године у Пљевљима (Таслиџи) пописано је 110 хришћанских и ниједно муслиманско домаћинство. Тек у попису из 1516. године од 150 домаћинстава, 130 је било хришћанских, а 20 муслиманских. Године 1570. пописани су конвертити у првом појасу као: Первана, син Милоша, Илијас, син Бојића, Хурем син Вуканов, Скендер, син Влатка, док је многима уз њихово име писало да су синови Абдулаха (божији робови, заправо нови муслимани). Попис из 1585. године показује 14 муслимана чијим очевима је било име Абдулах, а 8 муслимана су били синови Срба хришћана. Било је и оних који нису крили име оца па су пописани као Шаин, син Николе, Хасан Јованов, Мурат Милошев, Хамза, син Ђурин, Хасан, син Милоша...